# آلیکا میلووا
آلیکا میلووا (انگلیسی: Alika Milova؛ زادهٔ ۵ سپتامبر ۲۰۰۲) خواننده زن اهل استونی است. وی از سال ۲۰۲۱ میلادی تاکنون مشغول فعالیت بوده‌است. او قرار است با آهنگ "Bridges" نماینده استونی در مسابقه آواز یوروویژن ۲۰۲۳ بود.